# Бирикон
Бирико́н (фр. Biricon; умер не ранее 879) — епископ Гапа (не позднее 876 — не ранее 879).

## Биография
Управление Бириконом кафедрой Гапа пришлось на время, очень скудно освещённое в современных ему исторических источниках. Главная причина этого — уничтожение большей части документов в ходе неоднократных разорений земель Прованса, осуществлённых испанскими маврами в VIII — первой трети X веков. Предыдущим главой Гапской епархии, упоминаемым в исторических источниках, был епископ Донадьё, живший в конце VIII века. Предполагается, что между ним и Бириконом епархией управляли ещё несколько епископов, сведения о которых не сохранились.
Впервые Бирикон назван епископом Гапа в актах церковного собора, с 21 июня по 16 июля 876 года прошедшего по приказу короля Западно-Франкского государства Карла II Лысого в Понтьоне. На этой ассамблее, в присутствии множества светских и духовных лиц, были единогласно одобрены все решения, принятые ранее в феврале того же года на соборе в Павии, включая и провозглашение правителя западных франков императором. Здесь же, по ходатайству Карла Лысого, был рассмотрен вопрос о предоставлении архиепископу Санса Ансегизу титула папского викария в Галлии, против чего активно выступал архиепископ Реймса Гинкмар.
15 октября 879 года Бирикон, вместе с другими высокопоставленными светскими и церковными лицами Прованса, принял участие в ассамблее в Мантайе, на которой Бозон Вьеннский был провозглашён королём.
Дата смерти Бирикона неизвестна. Следующим главой епархии Гапа, упоминаемым в исторических источниках, был епископ Каст, живший в середине X века.